# Степанов, Василий Матвеевич
Василий Матвеевич Степанов (3 марта, 28 мая или 12 декабря 1927, Ленинградская область, РСФСР — 8 апреля 2011, Рига, Латвия) — советский тяжелоатлет, серебряный призёр Олимпийских игр в Мельбурне (1956).

## Карьера
Серебряный призёр Олимпиады в Мельбурне (1956) в среднем весе. На Олимпиаде Степанов проиграл только американцу Томми Коно (447,5 кг). Разница в сумме — 20. кг. В 1958 г. Степанов побил рекорд Коно в жиме — 158 кг, а в 1959 году улучшил этот рекорд ещё на 1 кг. (159 кг).
Чемпион Европы и серебряный призёр чемпионата мира в (1955). Чемпион СССР (1956). Победитель первой Спартакиады народов СССР (1956). Многократный рекордсмен мира, Европы, СССР, Латвии. Установил в жиме 6 рекордов СССР и 5 рекордов Мира.
До 2007 г. работал тренером по тяжелой атлетике в Латвии.

## Награды
- Медаль «За трудовую доблесть» (27.04.1957) — за успехи, достигнутые в деле развития массового физкультурного движения в стране, повышения мастерства советских спортсменов, и успешное выступление на международных соревнованиях